# West Thurrock
West Thurrock è un paese di 7 795 abitanti della contea dell'Essex, in Inghilterra.